# Jess Vanstrattan
Jess Vanstrattan (Gosford, Australia, 19 de julio de 1982) es un futbolista australiano. Juega de portero y actualmente está sin club.[cita requerida]

## Trayectoria
Vanstrattan fue fichado por el AC Chievo Verona en 2001, pero fue prestado al Carrarese. En el 2004 regresó al AC Chievo Verona, hizo ocho apariciones antes de una temporada de préstamo breve en Ancona Calcio.
Estaría involucrado en una de transferencia polémica en el verano de 2007. Después de terminar su contrato con AC Chievo Verona, Vanstrattan regresó a Australia en junio, citando razones personales, solo para firmar un contrato con Juventus un mes después.
Vanstrattan jugó a algunos partidos de pretemporada para Juventus, siendo el primer australiano en jugar para el club. Sin embargo, en agosto de 2007, la Federación Italiana dictaminó que el contrato con Juventus era ilegal y debía ser cancelado.
Ahora oficialmente de conformidad con un contrato, los dos clubes han coincidido en un contrato de préstamo que vio al jugador regresar a Juventus el 21 de agosto a tiempo para la temporada 2007 - 2008.

## Selección nacional
Ha sido internacional con la Selección de fútbol de Australia Sub-20.

### Participaciones en Copas del Mundo
| Mundial                               | Sede          | Resultado   |
| ------------------------------------- | ------------- | ----------- |
| Copa Mundial de Fútbol Sub-17 de 1999 | Nueva Zelanda | Subcampeón  |
| Copa Mundial de Fútbol Sub-20 de 2001 | Argentina     | 8° de final |

## Clubes
| Club                   | País      | Año         |
| ---------------------- | --------- | ----------- |
| Northern Spirit        | Australia | 1999 - 2000 |
| AC Chievo Verona       | Italia    | 2001 - 2004 |
| Carrarese              | Italia    | 2004        |
| AC Chievo Verona       | Italia    | 2004 - 2007 |
| Ancona Calcio          | Italia    | 2007        |
| Juventus FC            | Italia    | 2007 - 2008 |
| Gold Coast United      | Australia | 2008-2010   |
| Central Coast Mariners | Australia | 2010-2011   |